# Diossido di manganese

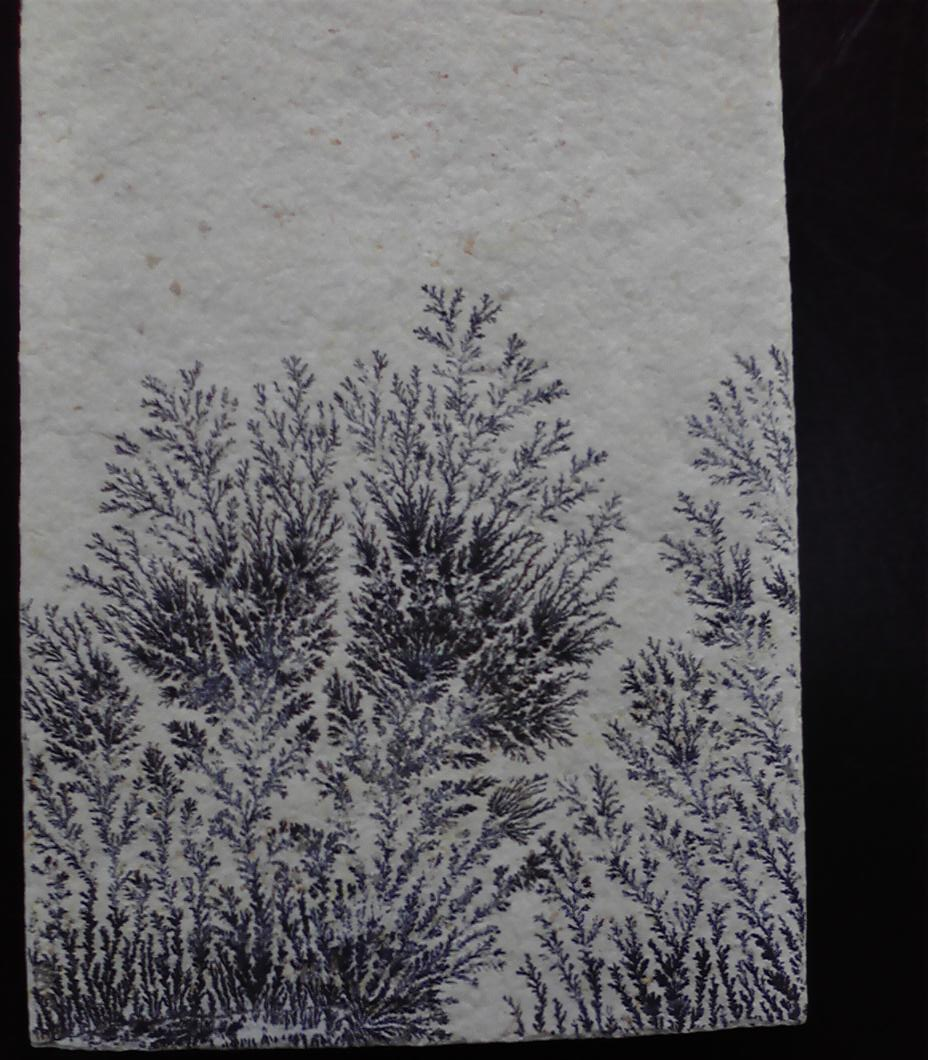
un cristallo resinoide di diossido di manganese

Il diossido di manganese è l'ossido del manganese(IV). Il composto chimico ha formula MnO2, ma spesso è non stechiometrico. È un solido inodore di colore da grigio a nero che si trova in natura nella pirolusite, il principale minerale da cui si estrae il manganese. È presente inoltre nei noduli di manganese sui fondali marini. L'uso principale di MnO2 è nelle pile, come nelle pile alcaline e in quelle zinco-carbone. È molto usato anche nelle industrie dei  laterizi e del vetro. In chimica, è il prodotto di partenza per produrre permanganato di potassio (KMnO4) e tutti gli altri composti di manganese. In sintesi organica è molto usato come ossidante.

## Storia
I pittori rupestri dell'antichità, e in seguito gli antichi Egizi, usavano MnO2 come pigmento di colore nero o bruno. Uno dei primi utilizzi fu nella fabbricazione del vetro. Analisi condotte sui vetri dei Romani e degli Egizi hanno riscontrato la presenza di più del 2% di ossido manganoso. Plinio riporta che i Romani usano l'ossido di manganese (chiamato "magnes") per decolorare il vetro. Egli lo considerava una varietà di magnetite, un minerale magnetico di ferro.
La pirolusite continuò ad essere scambiata per un ossido di ferro fino al 1740, quando J. H. Pott dimostrò che non conteneva ferro e che dava origine ad una serie di sali ben definita. Nel 1774 Carl Wilhelm Scheele dimostrò che era un ossido di un metallo e lo utilizzò per scoprire il cloro.
MnO2 era usato nel XVIII secolo per la produzione di cloro. Il diossido di manganese era poi recuperato col processo Weldon. In seguito questa tecnologia è stata abbandonata, e attualmente il cloro è prodotto con metodi elettrolitici.
Nel 1868 Georges Leclanché inventò la prima pila a secco dove MnO2 è usato come ossidante.

## Struttura
Il diossido di manganese è spesso non stechiometrico. Sono stati identificati vari polimorfi di MnO2. Il più comune è la β-MnO2,(pirolusite) che ha una struttura analoga a quella del rutilo, TiO2. Altri polimorfi sono α-MnO2, γ-MnO2, ε-MnO2, e λ-MnO2. Le strutture di tutte queste forme sono simili, e sono basate su ottaedri MnO6 collegati; in tutti i casi tranne β-MnO2 ci sono tunnel che possono contenere cationi.

## Reattività
MnO2 è insolubile in acqua, ed è anche piuttosto inerte con la maggior parte degli acidi a temperatura ambiente. Per riscaldamento reagisce come ossidante, con reazioni diverse a seconda dell'acido usato. Con acido cloridrico (HCl) si sviluppa cloro; è il modo più semplice per preparare in laboratorio piccole quantità di cloro:
{\displaystyle {\ce {MnO2 + 4HCl -> MnCl2 + Cl2 + 2H2O}}}
Con acido solforico concentrato a caldo il manganese si riduce a spese dell'ossigeno, che quindi si sviluppa: 
{\displaystyle {\ce {2MnO2 + 2H2SO4 -> 2MnSO4 + O2 + 2H2O}}}
Sottoponendo MnO2 a fusione alcalina ossidante (fuso a caldo con basi forti come l'idrossido di potassio (KOH) in presenza di ossidanti od ossigeno) si ottiene lo ione manganato (MnO42−), di colore verde scuro. Questo è abbastanza stabile in soluzione basica, mentre in soluzione neutra o acida dismuta:
{\displaystyle {\ce {2MnO2 + 4KOH + O2 -> 2K2MnO4 + 2H2O}}}
{\displaystyle {\ce {3MnO4^2- + 4H+ -> 2MnO4- + MnO2 + 2 H2O}}}
Anche lo ione permanganato (MnO4−) non è stabile indefinitamente in soluzione, e si riduce lentamente a MnO2 formando ossigeno:
{\displaystyle {\ce {4MnO4^- + 4H+ -> 4MnO2 + 3O2 + 2H2O}}}
Il diossido di manganese catalizza inoltre la decomposizione del perossido di idrogeno (H2O2) a ossigeno e acqua:
{\displaystyle {\ce {2H2O2 -> O2 + 2H2O}}}

## Usi

### Pile
Attualmente, l'utilizzo principale di MnO2 è come componente ossidante sia nelle classiche pile a secco che nelle più moderne batterie alcaline. Per questo utilizzo nel 1976 sono state usate 500.000 tonnellate di pirolusite. Nelle batterie non si usa MnO2 di origine naturale, bensì di sintesi. Esistono due forme sintetiche distinte: il diossido di manganese chimico (CMD = chemical manganese dioxide) e il diossido di manganese elettrolitico (EMD = electrolytic manganese dioxide).

### Laterizi
Un altro utilizzo importante di MnO2 è nell'industria dei laterizi per ottenere mattoni colorati. I colori ottenibili spaziano dal giallo al rosso al bruno al nero, a seconda della quantità di MnO2 aggiunto e del colore iniziale del materiale argilloso. MnO2 può essere usato anche in miscela con altri ossidi, come gli ossidi di ferro.

### Vetro
Da sempre usato nell'industria del vetro, MnO2 serve a "decolorare" il vetro, e per questo motivo è conosciuto anche come sapone dei vetrai. Il vetro è spesso colorato per la presenza inevitabile di piccole quantità di ferro; ad esempio lo ione Fe2+ impartisce una colorazione verde. L'aggiunta all'impasto di MnO2 ha due effetti. Un primo effetto è ossidare il Fe2+ a Fe3+, che è molto meno colorato. Inoltre, il manganese si riduce a specie di Mn(III) che hanno un colore rosso, complementare a quello del ferro, per cui il vetro appare "incolore", anche se in realtà diventa grigio. Come decoloranti per il vetro si usano attualmente anche composti di selenio e cobalto.

### Precursore del permanganato
La sintesi industriale del permanganato di potassio inizia con la fusione alcalina ossidante di MnO2: il solido è miscelato con una base forte come l'idrossido di potassio (KOH) e fuso a caldo in presenza di un ossidante come nitrato di potassio (KNO3) o anche di ossigeno:
{\displaystyle {\ce {2MnO2 + 4KOH + O2 -> 2K2MnO4 + 2H2O}}}
Il manganese viene così ossidato da Mn(IV) a Mn(VI), formando lo ione manganato (MnO42−) di colore verde scuro, che viene poi ossidato elettroliticamente a Mn(VII) per ottenere il permanganato di potassio di colore viola scuro:
{\displaystyle {\ce {2K2MnO4 + 2H2O -> 2KMnO4 + 2KOH + H2}}}

### Ossidante in sintesi organica
Il diossido di manganese è spesso usato come ossidante in sintesi organica. L'efficacia del reagente dipende dal metodo di preparazione, come succede tipicamente in sistemi eterogenei, dove l'area superficiale è uno dei fattori importanti. Il minerale pirolusite è poco reattivo, e di solito MnO2 è preparato trattando una soluzione acquosa di KMnO4 con un sale di Mn(II), in genere il solfato. Il MnO2 così ottenuto ossida gli alcoli allilici alle corrispondenti aldeidi:
cis-RCH=CHCH2OH + MnO2 → cis-RCH=CHCHO + “MnO” + H2O
La configurazione del doppio legame è mantenuta durante la reazione. Si può fare una reazione analoga anche con i corrispondenti alcoli acetilenici, ma le aldeidi propargiliche ottenute possono essere molto reattive. Anche alcoli benzilici o inattivati sono substrati adatti per questa reazione. Gli 1,2-dioli sono scissi da MnO2 a dialdeidi o dichetoni. Oltre a queste, ci sono numerose altre applicazioni di MnO2, che può essere utilizzato in reazioni come ossidazione di ammine e tioli, formazione di sistemi aromatici, e reazioni di accoppiamento ossidativo.